# Atlanterhavet
Atlanterhavet (eller Atlanten) er et hav, der dækker cirka 20 % af jordens overflade, og det er dermed verdens næststørste hav, kun overgået af Stillehavet. Det har navn efter titanen Atlas.
Hvis man tæller de tilstødende have med, dækker Atlanterhavet et areal på 106.450.000 km², med en gennemsnitlig dybde på 3.332 meter, og det giver et rumfang på 354.700.000 km³. Hvis man ikke tæller de tilstødende have med, dækker Atlanterhavet et areal på 82.362.000 km² med en gennemsnitlig dybde på 3.926 meter, og det giver et rumfang på 323.600.000 km³. Den største dybde er på 9.200 meter.
Havbundens alder varierer meget. For ca. 55 millioner år siden begynde den midtatlantiske ryg at åbne sig og presse lava op, som stivnede og dannede ny havbund. Jo nærmere man kommer den midtatlantiske ryg, jo yngre er havbunden. Midtryggen løber også i dag ned igennem Atlanterhavet fra nord til syd. Med sine 65.000 km er den meget længere end nogen bjergkæde på land. Den rager 3-5 km op over den øvrige havbund, og går midt gennem Island.
Den midtatlantiske ryg er en undersøisk bjergkæde, der bliver presset op og til siden af den underliggende lava. Amerika og Europa/Afrika bliver således skubbet væk fra hinanden med en fart af ca. 2 cm om året. Dermed bliver Atlanterhavet hele tiden større.
Nogle af verdens rigeste fiskeforekomster findes ved Atlanterhavets banker, f.eks. Newfoundlandsbankerne og bankerne omkring De britiske øer og Norge på et par hundrede meters dyb.
En lang række store havpattedyr lever i Atlanterhavet; mod nord tæt ved Ishavet findes hvalroser og søkøer, mens andre dyr som blåhvalen og spækhuggere findes i stort set hele havet. I de varmere områder findes grindehvaler, kaskelothvaler og forskellige arter af delfiner.

## Største have i Atlanterhavet
De største vandmasser i Atlanterhavet er:
1. Sargassohavet – 3.5 million km2
2. Caribiske Hav – 2.754 million km2
3. Middelhavet – 2.510 million km2
4. Guineabugten – 2.35 million km2
5. Mexicanske Golf – 1.550 million km2
6. Norskehavet  – 1.383 million km2
7. Grønlandshavet – 1.205 million km2
8. Argentinsk Hav – 1 million km2
9. Labradorhavet – 841,000 km2
10. Irmingerhavet – 780,000 km2
11. Baffinbugten – 689,000 km2
12. Nordsøen – 575,000 km2
13. Sortehavet – 436,000 km2
14. Østersøen – 377,000 km2
15. Libyske Hav – 350,000 km2
16. Levantiske Hav – 320,000 km2
17. Keltiske Hav – 300,000 km2
18. Det Tyrrhenske Hav – 275,000 km2
19. Saint Lawrence-bugten – 226,000 km2
20. Biscayabugten – 223,000 km2
21. Det Ægæiske Hav – 214,000 km2
22. Det Joniske Hav – 169,000 km2
23. Det Baleariske Hav – 150,000 km2
24. Adriaterhavet – 138,000 km2
25. Den Botniske Bugt – 116,300 km2
26. Kretensiske Hav – 95,000 km2
27. Mainebugten – 93,000 km2
28. Det Liguriske Hav – 80,000 km2
29. Engelske Kanal – 75,000 km2
30. Jamesbugten – 68,300 km2
31. Bottenhavet – 66,000 km2
32. Store Syrte – 57,000 km2
33. Hebridehavet – 47,000 km2
34. Irske Hav – 46,000 km2
35. Azovske Hav – 39,000 km2
36. Bottenbugten – 36,800 km2
37. Venezuelabugten – 17,840 km2
38. Campechebugten – 16,000 km2
39. Lionbugten – 15,000 km2
40. Marmarahavet – 11,350 km2
41. Vadehavet – 10,000 km2
42. Skærgårdshavet – 8,300 km2